# Panzerhaubitze 2000

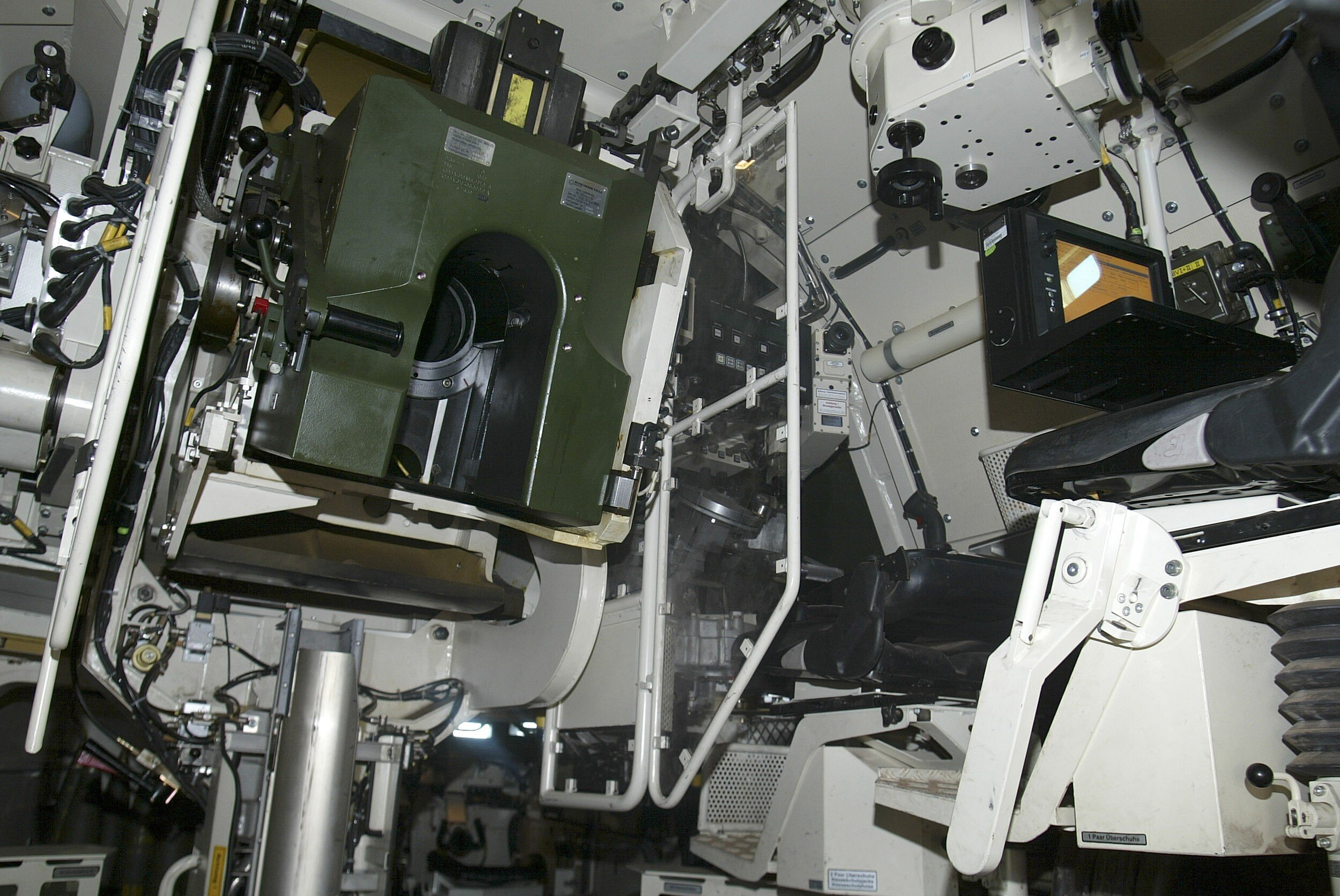
Binnenkant geschutkoepel

De Panzerhaubitze 2000 (of PzH 2000) is een pantserhouwitser, ontwikkeld door de Duitse bedrijven Krauss-Maffei Wegmann GmbH & Co KG (KMW) en Rheinmetall AG.

## Beschrijving
De PzH 2000 is een bepantserde houwitser op een rupsonderstel en met een schietbuis met een kaliber van 155 millimeter. De houwitser is in staat standaard projectielen tot 30 kilometer en speciale projectielen tot 40 km te verschieten. Door een geautomatiseerde aanvoer van de granaten zijn acht schoten per minuut mogelijk. De bepantsering biedt bescherming tegen mijnen, klein kaliber munitie en granaatscherven, maar ook tegen nucleaire, biologische en chemische aanvallen. De houwitser kost 7,8 miljoen euro per stuk. 
De pantserhouwitser kan in zeer korte tijd, ongeveer 1,5 minuut, een schietbevel uitvoeren; dit is inclusief aankomen, opstellen en vertrekken. Dit is mogelijk door een boordcomputer met speciale vuursteunsoftware die snel schietopdrachten berekent en een navigatiesysteem dat de eigen positie nauwkeurig vastlegt. Een schot kost tussen de 2000 en 3300 euro, afhankelijk van de gebruikte soort granaat, springkop en lading.
Het stuk kan ook Excalibur-granaten verschieten. Dit projectiel met een kaliber van 155mm is voorzien van een global positioning system (GPS) die de granaat zeer nauwkeurig naar het doel leidt. Met deze granaten zijn vijandelijke doelen op 50 km afstand uit te schakelen.

## Nederland
In 2002 bestelde Nederland 57 stuks, voor drie afdelingen van elk 18 vuurmonden plus een algemene reserve van drie stuks. Later is dit bijgesteld naar 39, die alle zijn geleverd tussen 2004 en 2009; Bij de Koninklijke Landmacht is de PzH 2000 de vervanger van de M109-houwitser waarvan de granaten een bereik hadden van 18 kilometer.
De Nederlandse PzH 2000 werd voor de eerste maal in oorlogsomstandigheden ingezet in juni 2007 bij de Slag bij Chora tijdens de oorlog in Afghanistan. Een aantal pantserhouwitsers maakte toen deel uit van de Nederlandse Task Force Uruzgan.
In 2019 waren er 26 stuks in reserve. In 2022 zijn er acht gedoneerd aan Oekraïne. In hetzelfde jaar werd besloten om 10 pantserhouwitsers uit de opslag te halen. In 2024 beschikt de landmacht over 46 stuks van dit zware geschut verdeeld over vier pantserhouwitser-batterijen.
In 2023 werd besloten de PzH 2000 te moderniseren, na deze midlife update blijven ze inzetbaarheid tot het jaar 2040. De belangrijkste vernieuwing betreft een nieuwe generatie elektronica, die het oude systeem volledig vervangt. Daarnaast komt er een nieuw klimaatsysteem (ventilatie, koeling, verwarming), nieuwe energievoorziening en nieuwe (nacht)zichtapparatuur voor de chauffeur. Verder worden de (dak)bepantsering en het munitielaadsysteem verbeterd. Fabrikant Krauss-Maffei Wegmann gaat eerst een exemplaar vernieuwen dat in 2025 beschikbaar moet zijn voor beproeving. Eenmaal goedgekeurd worden de andere exemplaren aangepakt en dit proces moet in 2028 zijn afgerond.

## Andere gebruikers
- Duitsland: 185 geleverd tussen 1995 en 2002;[7] 16 verkocht aan Kroatië en 21 aan Litouwen; 101 blijven in actieve dienst sinds 2017[8], in 2022 zijn er 10 stuks gedoneerd aan Oekraïne.
- Kroatië: 16 besteld in 2014 waarvan 12 voor gebruik, 3 voor onderdelen en 1 voor training;[9] de levering was tussen 2015 en 2016[10]
- Griekenland
- Italië: 54 in gebruik bij 3 artillerieregimenten (18 per regiment) en 24 in reserve
- Litouwen
- Qatar: 24 besteld in 2013[11]
- Oekraïne: 18 (zijn geleverd in 2022 door Nederland (5+3) en Duitsland (7+3) naar aanleiding van de Russische invasie in Oekraïne; Duitsland heeft de opleiding verzorgd)[12]